# Powiat Nakauonuma
Powiat Nakauonuma (jap. 中魚沼郡 Nakauonuma-gun) – powiat w Japonii, w prefekturze Niigata. W 2024 roku liczył 8440 mieszkańców.

## Miejscowości
- Tsunan